# 자라 차드라칠
자라 차드라칠(독일어: Sarah Zadrazil, 1993년 2월 19일 ~ )은 오스트리아의 여자 축구 선수이다. 포지션은 미드필더이며, 현재 독일 프라우엔-분데스리가의 1. FFC 투르비네 포츠담 소속이다.
2012년부터 2015년까지 미국 이스트테네시 주립 대학교 산하 여자 축구단인 이스트 테네시 스테이트 버커니어스에서 선수 생활을 했으며 2015년에는 USL W리그 소속 클럽인 워싱턴 스피릿 리저브 팀에서 활약했다. 2016년에 1. FFC 투르비네 포츠담으로 이적했다.